# Bab Marzouka
Bab Marzouka (en àrab باب مرزوقة, Bāb Marzūqa; en amazic ⴱⴰⴱ ⵎⵕⵣⵓⵇⴰ) és una comuna rural de la província de Taza, a la regió de Fes-Meknès, al Marroc. Segons el cens de 2014 tenia una població total de 18.520 persones.